# Albizia obbiadensis
Albizia obbiadensis là một loài rau đậu thuộc họ Fabaceae.
Loài này chỉ có ở Somalia.